# Drtivý odpad
Drtivý odpad (v anglickém originále A Big Piece of Garbage) je osmá epizoda první série seriálu Futurama.

## Děj
Profesor Hubert J. Farnsworth oznámí posádce, že se budou účastnit předání Cen akademie vědců. Očekává výhru, protože tam chce představit svůj nejnovější vynález – Hodiny smrti (Deathclock). Poté, co dorazí na předávání, Farnsworth se střetne s Ogdenem Wernstromem, který mu nemůže odpustit, že mu kdysi dal známku 1-. Během hádky se profesor dozví, že hodiny smrti předváděl na symposiu už předchozí rok. Dá se proto okamžitě do vymýšlení nového vynálezu. S čichoskopem (přístroj umožňující čichat do dálek) však neuspěje a cenu získá Wernstrom. Profesor se ale rozhodne čichoskop postavit. Během přípravy si vzpomene, že ho postavil už před rokem. Při pročichávání vesmíru objeví Fry nejsmradlavější objekt ve vesmíru. Jedná se o obrovskou hroudu odpadu, kterou New York ve 21. století vystřelil do vesmíru a která se nyní vrací na Zem, zničit svým dopadem Nový New York. Profesor je postaven před úkol zachránit planetu. Přitom v této době už žádné odpadky nejsou, vše se recykluje. S Fryovými zkušenostmi s vytvářením odpadu z minulého tisíciletí se podaří postavit stejnou hroudu a tou ji odrazit zpět do vesmíru.